# Bed of Lies
«Bed of Lies» (рус. «Кровать, сотканная из лжи») — песня американской хип-хоп исполнительницы Ники Минаж, выпущенная в качестве четвёртого сингла с её третьего студийного альбома The Pinkprint. Песня записана при участии американской певицы Скайлар Грей.

## Предпосылки
Ники и Скайлар представили песню во время выступления на церемонии MTV Europe Music Awards 2014, в Глазго, Шотландия. 15 ноября, песня была представлена на шоу Saturday Night Online, а на следующий день песня стала доступна для скачивания в iTunes.
Песню написала Грей и отправила демо-версию Ники, которая согласилась выпустить этот сингл. В песне повествуется о разрушенной любви, которая изначально была построена на лжи. Припев песни исполняет Скайлар, а куплеты исполняет Ники.

## Критический приём
Песня получила положительные отзывы критиков, которые хвалили эмоциональную лирику Минаж и исполнение Грей.

## Коммерческий приём
Сингл дебютировал на семидесятой позиции в американском чарте Billboard Hot 100, став 56-м синглом вошедшим в чарт, третьим лучшим результатом среди женщин, наравне с Мадонной и Дайон Уорвик. В январе 2015 года, сингл получил платиновую сертификацию в Австралии, преодолев порог в 70.000 проданных копий и имеет две платины в Швеции.

## Выступления
Впервые, девушки исполнили песню 9 ноября 2014 года, на премии MTV Europe Music Awards. 23 ноября они исполнили песню на премии American Music Awards 2014, а 6 декабря на шоу Saturday Night Live. 15 декабря они выступили с песней на «Шоу Эллен Дедженерес», а 16 декабря на шоу Today и вечернем шоу Джимми Фэлона.

## Позиции в чартах

### Недельные чарты
| Чарт (2014—15)                             | Высшая позиция |
| ------------------------------------------ | -------------- |
| Австралия (ARIA)                           | 7              |
| Бельгия/Фландрия (Ultratip Bubbling Under) | 50             |
| Бельгия/Фландрия (Ultratop Urban)          | 23             |
| Канада (Billboard Canadian Hot 100)        | 41             |
| Чехия (Singles Digitál Top 100)            | 74             |
| Франция (SNEP)                             | 134            |
| Ирландия (IRMA)                            | 56             |
| Новая Зеландия (Recorded Music NZ)         | 13             |
| Норвегия (VG-lista)                        | 10             |
| Швеция (Sverigetopplistan)                 | 11             |
| Великобритания (OCC UK Singles)            | 73             |
| Великобритания (OCC UK Hip Hop/R&B)        | 4              |
| США (Billboard Hot 100)                    | 62             |
| США (Billboard Hot R&B/Hip-Hop Songs)      | 19             |
| США (Billboard Rhythmic)                   | 38             |

### Годовые чарты
| Год  | Чарт                       | Позиция |
| ---- | -------------------------- | ------- |
| 2014 | Австралия (Urban, ARIA)    | 17      |
| 2015 | Австралия (Urban, ARIA)    | 21      |
| 2015 | Швеция (Sverigetopplistan) | 91      |

## Сертификации
| Регион | Сертификация  | Продажи |
| --- | ------------- | ------- |
| Австралия (ARIA) | Платиновый    | 70 000^ |
| Новая Зеландия (RMNZ) | Золотой       | 7500*   |
| Норвегия (IFPI Norway)                                                                                                   | Платиновый    | 10 000  |
| Швеция (GLF) | 2× Платиновый | 80 000  |
| * Данные о продажах приведены только на основе сертификации. ^ Данные о тиражах приведены только на основе сертификации. |               |         |

## История релиза
| Регион         | Даиа                 | Формат            | Лейбл                           |
| -------------- | -------------------- | ----------------- | ------------------------------- |
| Мир            | 16 ноября 2014 года  | Цифровая загрузка | Young Money Cash Money Republic |
| США            | 18 ноября 2014 года  | Rhythmic radio    | Young Money Cash Money Republic |
| Великобритания | 15 декабря 2014 года | Цифровая загрузка | Young Money Cash Money Republic |
| Италия         | 19 декабря 2014 года | Mainstream radio  | Young Money Cash Money Republic |